# نگهبانان هستی
نگهبانان هستی کتابی تصویری به نویسندگی اکهارت تله و تصویرگری پاتریک مک‌دانل است.

## محتوا
وبگاه رسمی اکهارت این کتاب را به عنوان حامل «عشقی عمیق به طبیعت، حیوانات، انسان‌ها و تمام اشکال حیات [و] تجلیل و یادآوری شگفتی و شادی موجود در لحظه حال، در میان زیبایی‌هایی که گاهی اوقات فراموش می‌کنیم در اطراف خود ببینیم» توصیف می‌کند.
پاتریک مک‌دانل، طراحی و تصویرگر کمیک استریپ ماتس، تصویرگری این کتاب را برعهده داشته است.

## بازخورد
کن مک‌کوئین این کتاب را در مکلینز به عنوان «کم‌حجم‌ترین، اما شاید قابل فهم‌ترین اثر او که آموزه‌های تله را در کمتر از ۱۰۰۰ کلمه خلاصه کرده است» توصیف کرد. نیک دی‌مارتینو در Shelf-Awareness.com گفت: «اسم پرمدعا و کودکانهٔ کتاب را ببخشید. وگرنه، این… کتابی بی‌نظیر در مورد نقش حیوانات در زندگی معنوی و روانی ما است».